# Gobernación de Formosa española

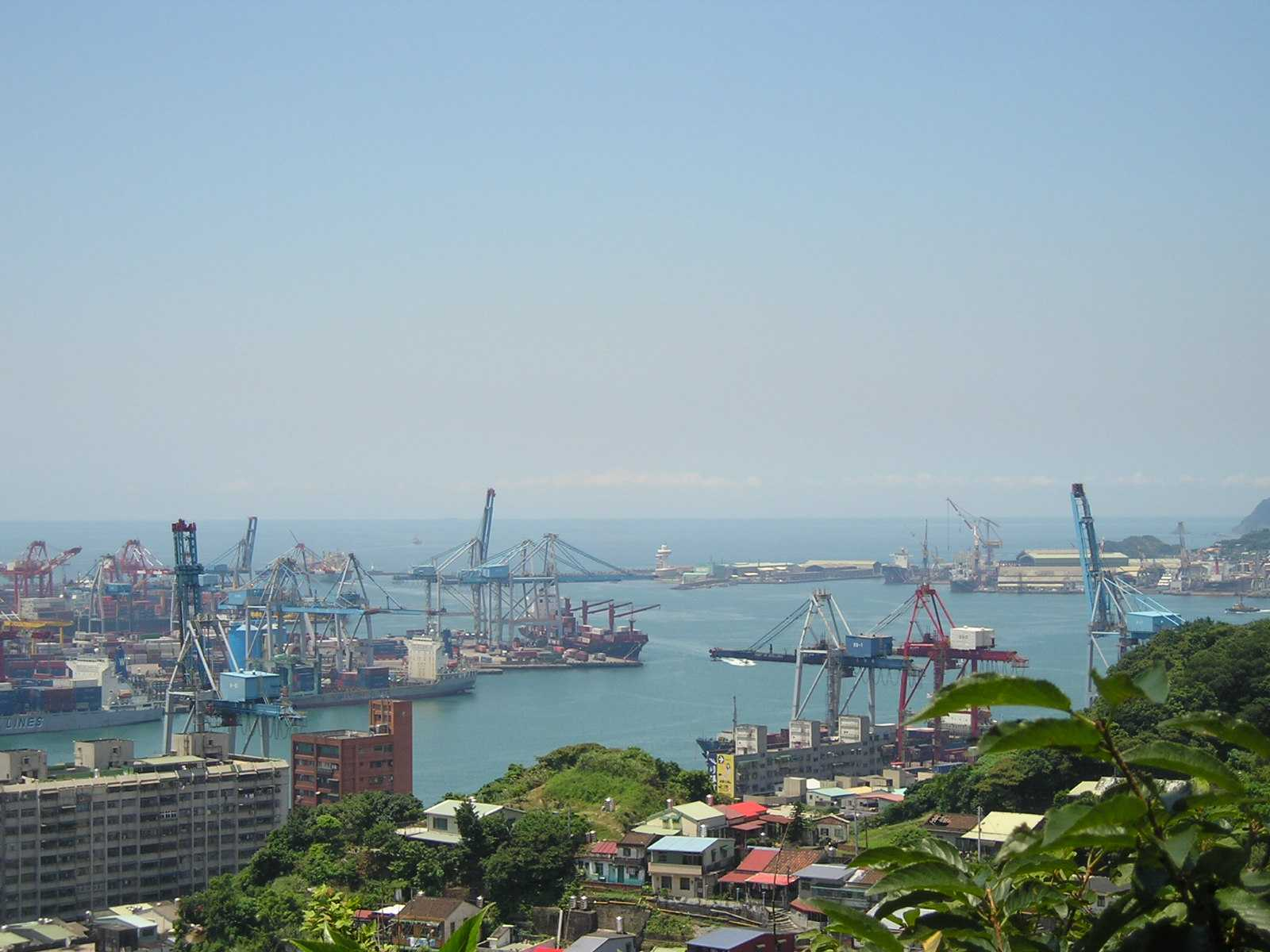
El puerto de Keelung en la actualidad, en donde los españoles fundaron la colonia de Santísima Trinidad.

La Gobernación de Formosa española, también denominada como Isla Hermosa, fue una colonia del Imperio español que durante dieciséis años del siglo XVII se ubicó en la parte norte de la isla de Taiwán, actual República de China. Formó parte de la Capitanía General de Filipinas dentro del Virreinato de Nueva España.

## Antecedentes
La isla de Formosa y Pescadores estuvo inicialmente poblada por gentes venidas del norte de Liukiu y Japón conocidos como Lonkius, que fueron sustituidos por invasiones malayas en el s. VI. Los chinos que habían tenido relaciones esporádicas con la isla vuelven a ella en el 605 llamándola como Liukiu. Los chinos no concedieron a la isla un valor importante para su comercio, por lo que no pensaron en anexionarla. Si lo hacen con Pescadoras desde 1360 poniendo un gobernador. El cierre del comercio chino impuesto a Japón, hace que se aumente el contrabando y la piratería estableciéndose piratas en las islas, a esta inestabilidad se une el fin del Shogunato Ashikaga en Japón que empujan a muchos señores feudales y samuráis a convertirse en corsarios. Los piratas chinos se establecen en Taiuán al sur y los Japoneses en Keelung al norte.
En 1574 se registran varios documentos en Manila sobre los enfrentamientos entre el pirata chino asentado en Formosa Li-tao-kien o Li-Ma-hon y la Armada Imperial China. Tras este ataque a los imperiales, el pirata se refugia en la isla de Luzón atacando Manila e incendiándola, replegándose después y siendo derrotado por Juan de Salcedo 
Las primeras referencias a la «Ilha Fermosa» pueden registrarse en 1517, cuando marinos portugueses en ruta hacia a Japón divisan la isla y la nombran sin desembarcar en la misma. Otras fuentes citan 1544también por marinos portugueses.

Tras la Unión Ibérica en 1580 el capitán general de las Filipinas Gonzalo Ronquillo de Peñalosa encomienda al jesuita Alonso Sánchez llevar la noticia a las colonias portuguesas. Éste se dirige a Macao, pero una vez cumplida su misión y sin posibilidad de dirigirse directamente a Manila, se embarca en una nave portuguesa con destino a Japón, pasando por el estrecho de Formosa. Una tormenta hunde el barco y estos desembarcan en la isla pasando tres meses acosados por los habitantes de la misma, hasta que con los restos del barco consiguen hacer una nave con la que regresar a Macao:
Ay de Macán a Xapón tresientas leguas, siendo hacia oriente por la costa de China, y de Xapón a Luçón más de duzientas volviendo al medio día y aun más hacia el poniente, en lo cual se ve el grande rodeo. Caminamos pues de Macán para Xapón ocho o diez días con hartos contrastes por ser este golfo de hartas tormentas y huracanes, que a lo menos a la buelta, como ellos cuentan, nunca tornan con árbol ni timón. Y al fin no quiso Dios que llegásemos allá. Ay al medio camino o biaje de este golfo una isla que llaman Fermosa por la linda apariencia que tiene de esta parte de montañas altas y verdes, por entre la cual costa y la costa China ha ya quarenta años poco más o menos que los portugueses pasan a Japón sin haberla reconocido ni llegado a ella. En esta dimos por descuydo del piloto un domingo a medianoche y con grande biento, con el junco o navío muy grande en que yo yba y toda la hazienda de Macán, por que el otro que yba delante era pequeñuelo y llevaba poca carga. Y salimos la gente como pudimos, unos en tablas, otros nadando, quedando ahogadas algunas personas y, por abreviar, el gran junco se hizo pedazos y toda la hazienda se tendió y pudrió por aquella playa.
Acudieron luego los naturales desnudos con sus arcos y aljabas y con grande ánimo y determinación. Sin reparar cossa ni herir a ninguno se entraron por nosotros y nos despojaron de quanto se abía podido escapar, hasta que después nos enjugamos y pertrechamos para defendernos, que cada día y cada noche nos bisitaban, con sus flechas mataban algunos y herían muchos. Y ansí pasamos más de tres meses con algún arroz que se pudo enjugar asta que acabamos un navichelo que de los pedazos del grande hicimos. En éste nos metimos todas las personas que eran más de duzientas nobenta y partimos sin lastre ni bastimento, syno solo cinco o seis botijas de agua y un poco de arroz, por que la barra por donde havíamos de salir era tan baja y la costa tan fragosa que no era posible salir con más carga, por que aun esto nos fue tan difícil que después de acabado el navío gastamos más de un mes en pasar coyunturas y buscar trazas de cómo salir sin hazerle pedazos y quedar sin remedio para manjar de aquella gente bárbara, de quien entendimos que comían carne humana. Salidos al fin, Dios nos dió tal viento que en siete u ocho días volvimos a Macán, donde fuimos recibidos con harta tristeza y dolor de todos, chicos y grandes, por que no ay ninguno tan pobre que no enbie a Xapón su cornadillo, ni tienen otra biña ni otro sustento.

El navegante neerlandés Jan Huygen van Linschoten, al servicio del arzobispo portugués de Goa, registró la isla en sus mapasbasándose en los manuscritos de los viajes de Francisco Gali en su viaje de Acapulco a Manila después a Macao y de regreso a Nueva España, el 20 de julio de 1584 describe lo siguiente: 
Being beyond it, we ran East south∣east, an hundred and fiftie miles, to get a∣boue the sands called Os Baixos dos Pes∣cadores, and the beginning of the Islands Lequeos on the East side, which Islandes are called As Ilhas Fermosas, that is, the faire Islandes. This I vnderstood by a Chinar called Santy of Chinchon, and hée said that they lie vnder 21. degrées and ¾. there it is thirtie fadome déepe, & although we saw them not, notwithstanding by the height and depth of the water we knewe we were past them.
Being past the faire Islands, we held our course East, and East and by North, for two hundred and sixtie miles, untill we were past the length of the Islands Lequeos, sayling about fiftie myles from them, the said Chinar told me, that those Islandes called Lequeos are very many, and that they haue many and verie good Hauens, and that the people and inhabi∣tants thereof haue their faces and bodies painted like the Bysayas of the Islands of Lucon or Philippinas, and are apparelled like the Bysayas, and that there also are mines of gold: He said likewise that they did often come with small shippes and Barkes lade•• with Buckes and Hartes bides, and with gold in graines or verie small pieces, to traffique with them of the coast of China, which he assured me to be most true, saying that he had béene nine times in the small Island, bringing of the same wares with him to China, which I beléeued to be true, for that afterward I enquired thereof in Macau and vpon the coast of China and found that he said true. The furthest or vttermost of these I∣slands both Northward and Eastward lie under 29. degrées.
Toyotomi Hideyoshi que emprende desde Japón el intento de conquista de Corea y de las islas al sur, amenaza en 1592 con arrasar Manila si no se someten a su vasallaje
En carta del 8 de julio de 1596 Luis Pérez das Mariñas, capitán general de Filipinas recomienda la conveniencia de ocupar la Isla Hermosa para evitar que sea tomada por los japoneses
Ya en 1597 el gobernador de Filipinas Francisco Tello informa en varias cartas acerca de la pretensión de Luis Pérez das Mariñas de tomar la Isla Hermosa, la presión de los japoneses en la zona y los riesgos para el comercio con China. También en esos mismos meses se envían planos detallados de la Isla por Hernando de los Ríos Coronel, detallando la bahía de Kelung donde posteriormente se establecería el primer asentamiento español. Este religioso, navegante y cosmógrafo había participado en las expediciones de Luis Pérez das Mariñas y su padre  Gómez Pérez das Mariñas. 
Otra carta de Matías de Landecho de un año después  en 1598 vuelven a incidir sobre la conveniencia de fortificar la Ysla Hermosa para protegerse de un posible ataque de Japón a Manila
En 1616 los japoneses al mando del gobernador cristiano de Nagasaki Murayama Tōan Antonio con 13 barcos y 4000 hombres trata de apoderarse de la Isla, con el objetivo de comerciar directamente con los chinos y no a través de los portugueses en Macao o los españoles en Manila, pero fracasan en el intento.
El arzobispo de Manila Miguel García Serrano en 1624 se queja de la pujanza de los enemigos en la Ysla Hermosa y de como un solo barco había arribado a Manila, en lo que se llevaba de año.

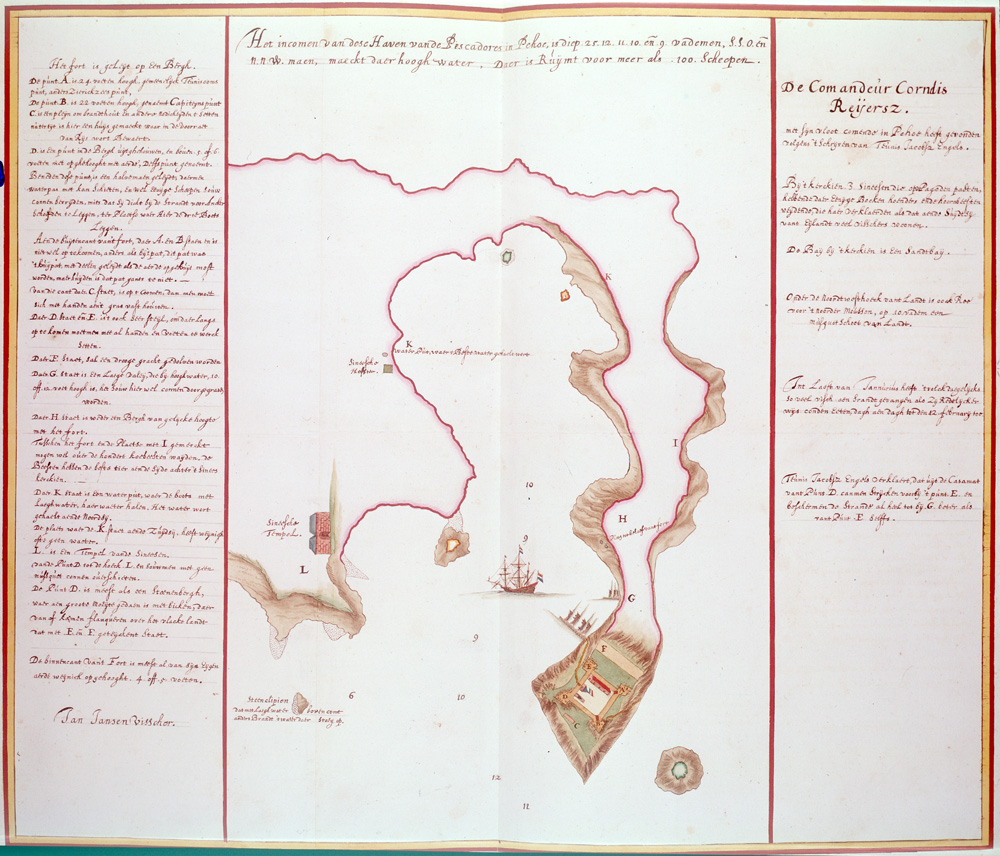
Asentamiento y fuerte de los holandeses en Pescadores entre 1622 y 1624

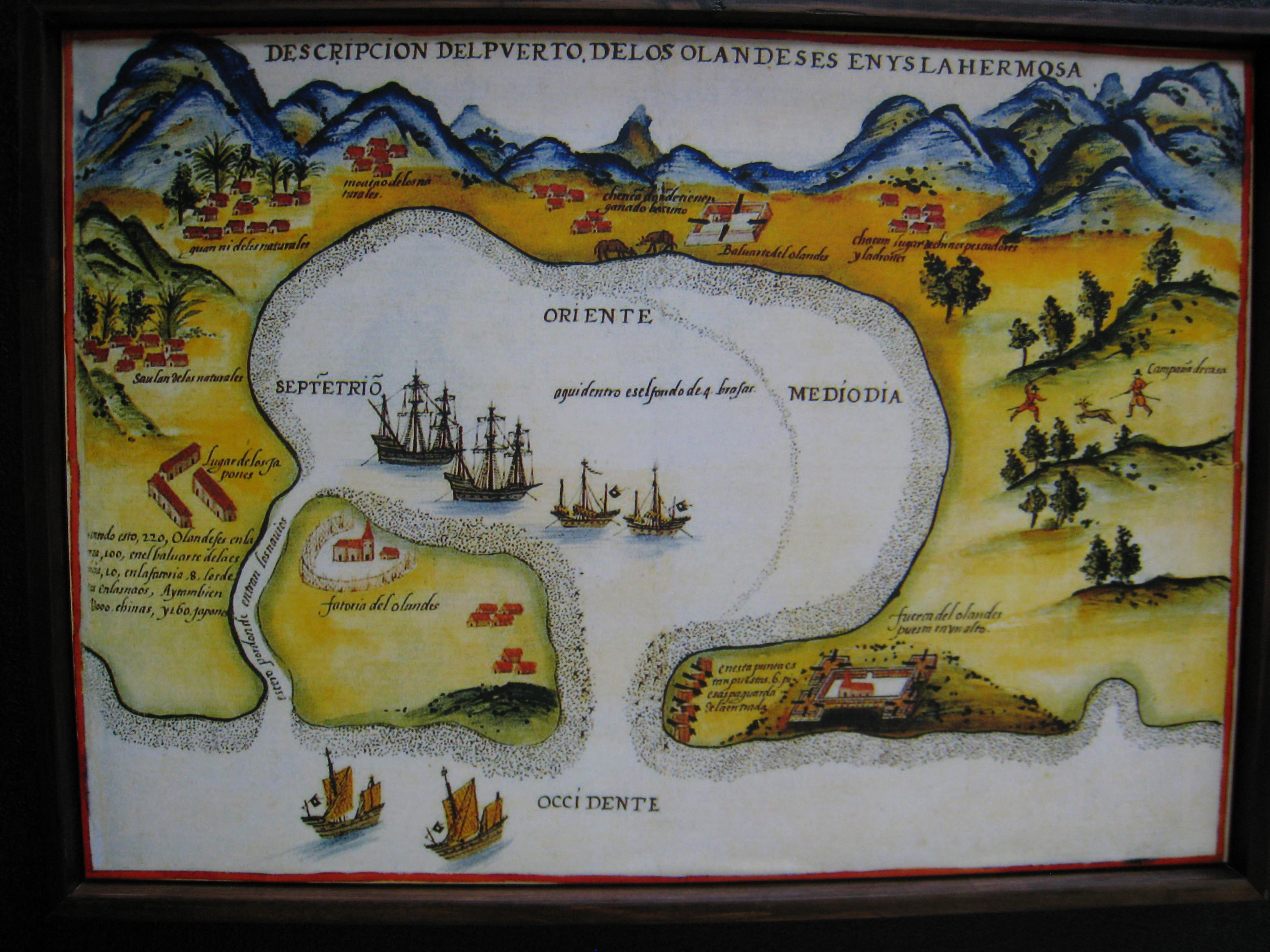
Puerto holandés en Formosa

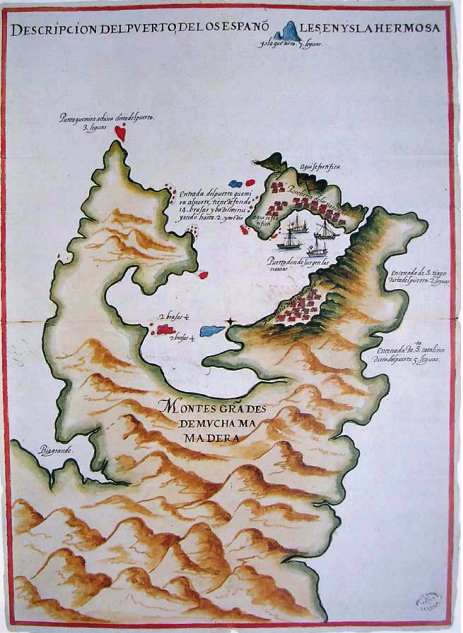
Puerto de la Santísima Trinidad

En 1622 los holandeses, tras el fracaso de la conquista de Macao, construyen un fuerte en Hong-Maot-Chai en un extremo de la bahía de la isla de Penghu la más grande del archipiélago de Pescadores, con la intención de comerciar desde este con China e imponerles el corte de las relaciones comerciales con Manila. Los chinos que ya habían considerado el ataque a Macao como propio, expulsan a los holandeses de Pescadores, donde ellos estaba asentados permitiéndoles establecerse en 1624 en Formosa. 
El establecimiento desde 1624 de los neerlandeses de la Compañía de las Indias Orientales VOC en Anping (con el nombre inicial de Orange y posteriormente de Fort Zeelandia) en la bahía de la actual ciudad de Tainan, al sur de la isla, resultaba negativo para España, debido al floreciente comercio entre los mercaderes chinos y la colonia española de Manila. La razón principal de ese comercio era la plata que los españoles transportaban a Manila desde el puerto de Acapulco. La plata española atrajo a Manila a un número creciente de mercaderes chinos que llegaron a formar un asentamiento permanente en las principales ciudades Filipinas y no solo Manila, en los barrios que recibieron los nombres de parianes. Pero en algunos años los gobernadores se quejan de como la presencia de holandeses y japoneses debilita ese comercio y que en algunos años solo un barco chino había llegado a Manila.
El comercio con China desde Manila, amenazado ahora además de por Macao por los holandeses en el sur de Formosa; unido a los problemas de la piratería que cortaban el mismo, y a las amenazas japonesas de ataques a Manila hacen que los españoles de Manila planteen un puesto adelantado que frene a las otras potencias en sus relaciones con China. 

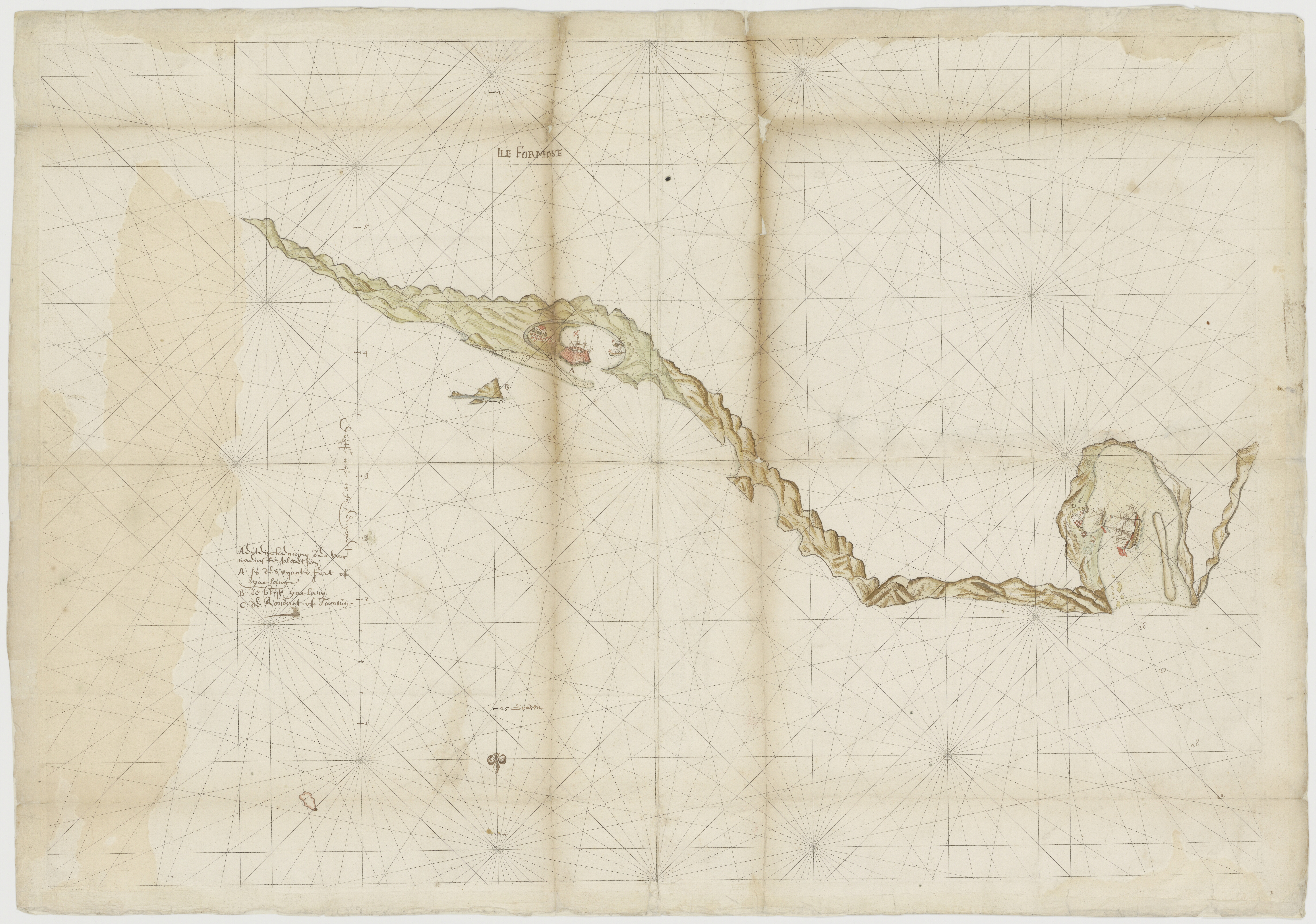
Fuerte de la Santísima Trinidad, actual Keelung, 1629, visto por los holandeses, VOC.

## Gobernación
La presencia holandesa en Taiwán suponía una amenaza para los intereses comerciales españoles, y España, por iniciativa del capitán general de las Filipinas Fernando de Silva, envió una expedición desde las Filipinas para conquistar Formosa al mando del sargento mayor Antonio Carreño Valdés, partiendo el 5 de mayo de 1626 con  una flotilla desde Cagayán con doce champanes y dos galeras. Este halla un buen puerto a 25° de latitud con 18 brazas de agua, una isla en la entrada que proporciona abrigo y facilidad a la defensa.

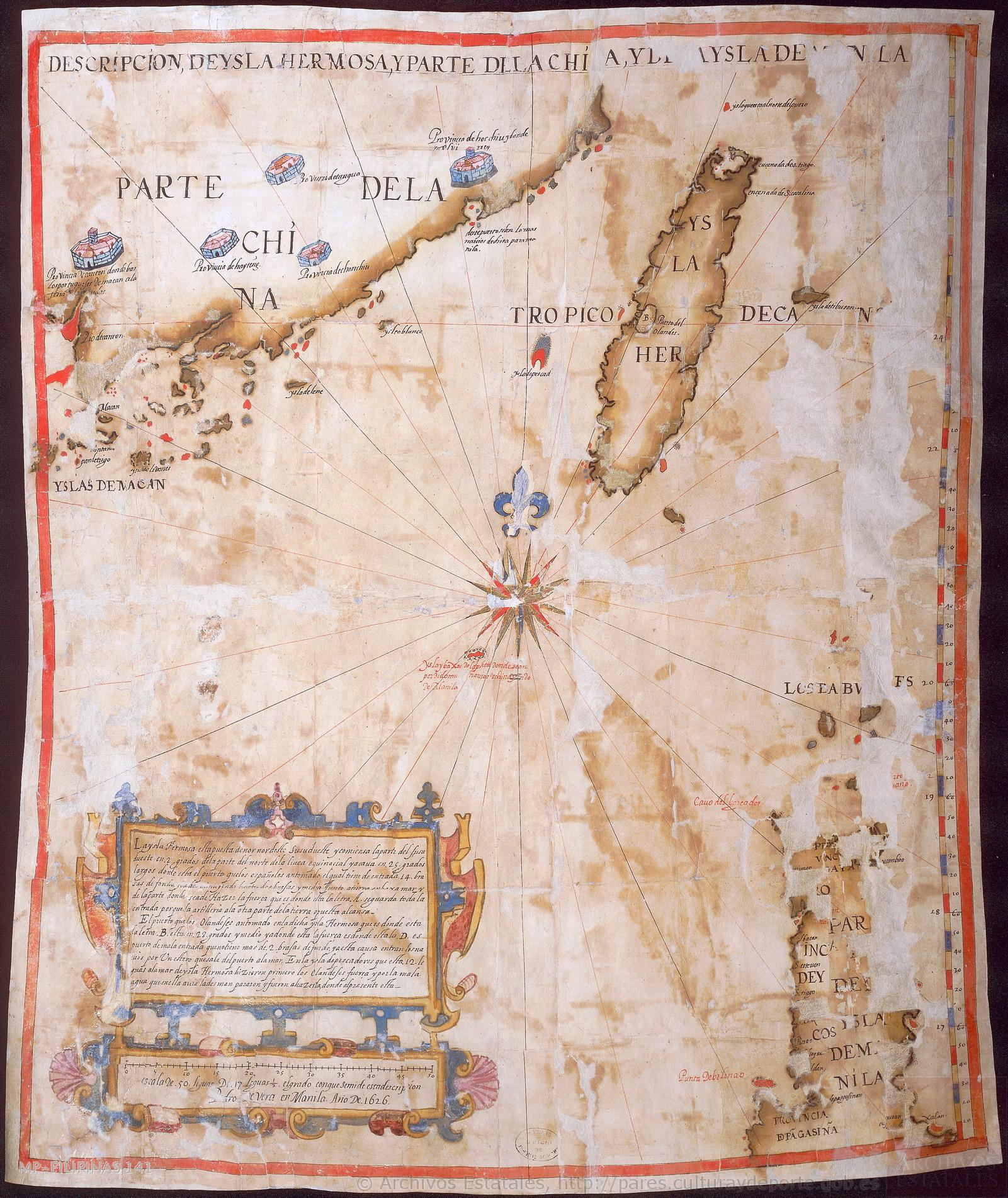
Formosa, Puerto de Santiago al norte y de los holandeses al sur. Pedro de Vera en Manila, año de 1626.

Desembarcaron en el norte de la isla evitando a los neerlandeses, que se hallaban asentados en el sur, el 7 de mayo de 1626, en un lugar que denominaron Santiago. Se fundó en la bahía de Jilong el puerto de La Santísima Trinidad (actualmente Keelung) defendido por un fuerte llamado de San Salvador en la pequeña isla de Heping. Se crearon seis pequeñas fortificaciones para defender el fuerte con un contingente de 200 españoles con poco más de una docena de piezas de artillería.
El 17 de agosto de 1627 el nuevo gobernador y capitán general de Filipinas, Juan Niño de Távora, zarpó de Cavite con ocho barcos para reforzar la presencia española en Taiwán, sin resultados positivos. En 1629 se fundó el pueblo de  San Salvador en la localidad de Tamsui (Danshui), cerca de la actual Taipéi, donde ya en 1628 se había fundado el fuerte de Santo Domingo.
La presencia de los españoles en el norte de la isla y de los neerlandeses en el sur llevó a una rivalidad entre ambas potencias. Los españoles de Taiwán consiguieron repeler la primera agresión naval holandesa en 1630 organizada por Pieter Nuyts. La pérdida de alguno de los barcos de abastecimiento anual enviado desde Manila, hizo que los españoles se aventuraran en el interior de la isla en busca de provisiones. Como consecuencia, en 1636 se produjo un alzamiento de los indígenas del área de Tamsui, quienes destruyeron la fortificación española, muriendo 30 de sus 60 defensores, pero fue reconstruida después.
En agosto de 1637, el gobernador de la Capitanía General de Filipinas, de la que depende la isla,  Sebastián Hurtado de Corcuera, se queja del gran gasto que supone el mantenimiento de la presencia en la isla y el poco provecho que se ha obtenido en esos 11 años, por lo que envía al sargento mayor Pedro Palomino para que reduzca todo el fuerte de San Salvador.
La presencia de todas formas de soldados españoles, pámpanos y cayaganos fue siempre escasa para las necesidades de defensa de los asentamientos. Según las estimaciones esta osciló entre 55 y 320 españoles y 130 a 540 sumándoles los mercenarios.
El debilitamiento de la posición española por las inclemencias del tiempo (tifones), los enfrentamientos con los aborígenes y neerlandeses y la presencia de numerosas enfermedades como la malaria, hizo que abandonaran Tamsui en 1638. 
En 1641, la colonia española en el norte se había vuelto tan irritante para los holandeses en el sur que decidieron tomar el norte de Formosa por la fuerza. Este intento resultaría un fracaso. En términos corteses, el gobernador holandés Paulus Traudenius informó al gobernador español de sus intenciones:

Señor,

Tengo el honor de comunicarle que he recibido el mando de una considerable fuerza naval y militar con el fin de hacerme dueño por vía civil o no de la fortaleza Santissima Trinidad en la isla de Ke-lung de la cual Su Excelencia es el gobernador.
De acuerdo con los usos de las naciones cristianas de dar a conocer sus intenciones antes de comenzar las hostilidades, convoco ahora a Su Excelencia a que se rinda. Si Su Excelencia está dispuesto a prestar oído a los términos de capitulación que ofrecemos y hacerme entrega de la fortaleza de la Santísima Trinidad y otras ciudadelas, Su Excelencia y sus tropas serán tratadas de buena fe de acuerdo con los usos y costumbres de guerra, pero si Vuestra Excelencia finge ser sordo a esta orden, no habrá otro remedio que recurrir a las armas. Espero que Vuestra Excelencia dé una cuidadosa consideración al contenido de esta carta y evite la inútil efusión de sangre, y confío que sin demora y en pocas palabras me hará conocer sus intenciones.
Que Dios proteja a Vuestra Excelencia muchos años,
El amigo de su excelencia,
PAULUS TRAUDENIUS

El gobernador español no estaba dispuesto a ceder tan fácilmente y respondió con amabilidad:

Señor;

He recibido debidamente su comunicación del 26 de agosto, y en respuesta tengo el honor de señalarle que como corresponde a un buen cristiano que recuerda el juramento que ha hecho ante su rey, no puedo ni voy a entregar los fuertes exigidos por su Excelencia, ya que mi guarnición y yo hemos decidido defenderlos. Estoy acostumbrado a encontrarme ante grandes ejércitos y he participado en numerosas batallas en Flandes, así como en otros países, por lo que le ruego que no se tome la molestia de escribirme más cartas de igual tenor. Que cada uno se defienda lo mejor que pueda. Somos cristianos españoles y Dios en quien confiamos es nuestro protector.
Que el Señor se apiade de ti.
Escrito en nuestra principal fortaleza San Salvador el 6 de septiembre de 1641.

GONSALO PORTILIS

Posteriormente, los holandeses lanzaron un asalto sobre las regiones del norte en poder de los españoles, pero las posiciones estaban bien defendidas y las tropas atacantes no pudieron traspasar los muros de las fortalezas. Regresaron, frustrados y humillados, a la base holandesa en Fort Zeelandia.
En 1642, el gobernador español de Manila llamó a la mayoría de sus tropas de Formosa para una expedición en las Filipinas. En agosto de ese año, para aprovechar la posición española relativamente indefensa, los holandeses regresaron a Keelung con cuatro barcos grandes, varios barcos más pequeños y aproximadamente 369 soldados holandeses. Una combinación de españoles, nativos de Formosa y capampanganos de Filipinas intentó contener a la fuerza holandesa más grande. Después de seis días de batalla, la pequeña fuerza rindió el fuerte y fue devuelta a Manila derrotada, entregando sus banderas y la poca artillería que les quedaba. Sebastián Hurtado de Corcuera, gobernador de Filipinas, fue acusado de la pérdida de Formosa y finalmente fue juzgado por sus acciones. Tras ser declarado culpable, fue encarcelado durante cinco años en Filipinas. Los historiadores desde la época de Corcuera lo han reprendido por la pérdida del asentamiento en Formosa, pero otros factores, como los limitados recursos militares disponibles para la defensa del territorio remoto, influyeron en la pérdida.

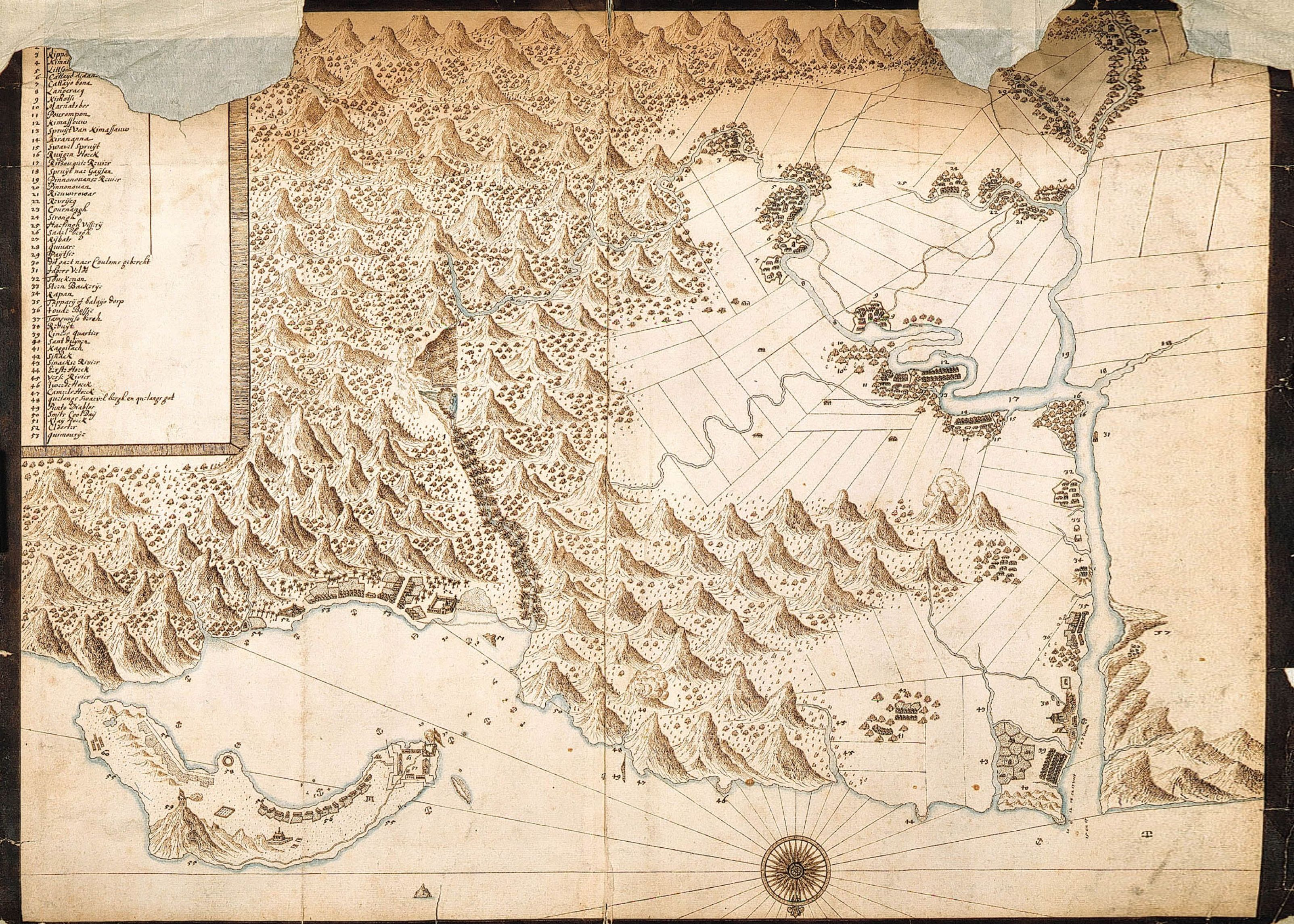
Mapa de Tamsuy y pueblos circundantes, así como de la pequeña isla de Kelang. Este mapa pertenece a la carpeta 1654 n.º V, con una descripción de la isla de Formosa y sus dependencias, como Tamsay, etc. / 598 e.

El año 1642 acabó con la ofensiva de una flota holandesa que conquistó La Santísima Trinidad y expulsó a los españoles de Taiwán.
Durante la presencia española en Taiwán, se desarrolló una intensa actividad misionera que logró el bautismo de unas 5000 personas.[cita requerida] Entre estos misioneros estaban Bartolomé Martínez (1626-1629), Domingo de la Borda (1626), Francisco Váez de Santo Domingo (1626-1636), Francisco Mola (1627-1631), Ángelo Cocchi de San Antonio (1627-1632), Juan de Elgueta (1627-1629) y Francisco de Acebedo (1627-1629).
El control holandés sobre la isla, limitado a las zonas costeras más accesibles, continuaría hasta el año 1662, cuando fueron expulsados de la isla por el rebelde chino Zheng Chenggong, más conocido en Occidente como Koxinga.

## Gobernadores españoles de Formosa
| Gobernador             | Período | Capitanía General de Manila   | Fechas                                                                             |
| ---------------------- | ------- | ----------------------------- | ---------------------------------------------------------------------------------- |
|                        | 1625    | Fernando de Silva             | junio de 1625-29 de junio de 1626                                                  |
|                        | 1625    | Fernando de Silva             | junio de 1625-29 de junio de 1626                                                  |
| Antonio Carreño Valdés | 1626    | Fernando de Silva             | junio de 1625-29 de junio de 1626                                                  |
| Antonio Carreño Valdés |         | Juan Niño de Tábora           | 29 de junio de 1626-22 de julio de 1632 (Murió en el cargo)                        |
| Antonio Carreño Valdés | 1627    | Juan Niño de Tábora           | 29 de junio de 1626-22 de julio de 1632 (Murió en el cargo)                        |
| Antonio Carreño Valdés | 1628    | Juan Niño de Tábora           | 29 de junio de 1626-22 de julio de 1632 (Murió en el cargo)                        |
| Antonio Carreño Valdés | 1629    | Juan Niño de Tábora           | 29 de junio de 1626-22 de julio de 1632 (Murió en el cargo)                        |
| Juan de Alcarazo       | 1630    | Juan Niño de Tábora           | 29 de junio de 1626-22 de julio de 1632 (Murió en el cargo)                        |
| Juan de Alcarazo       |         | Juan Niño de Tábora           | 29 de junio de 1626-22 de julio de 1632 (Murió en el cargo)                        |
| Juan de Alcarazo       | 1631    | Juan Niño de Tábora           | 29 de junio de 1626-22 de julio de 1632 (Murió en el cargo)                        |
| Juan de Alcarazo       |         | Juan Niño de Tábora           | 29 de junio de 1626-22 de julio de 1632 (Murió en el cargo)                        |
| Juan de Alcarazo       | 1632    | Juan Niño de Tábora           | 29 de junio de 1626-22 de julio de 1632 (Murió en el cargo)                        |
| Bartolomé Díaz Barrera |         | Real Audiencia de Manila      | 22 de julio de 1632-1633 (Lorenzo de Olaza y Lecubarri asumió el gobierno militar) |
| Bartolomé Díaz Barrera | 1633    | Real Audiencia de Manila      | 22 de julio de 1632-1633 (Lorenzo de Olaza y Lecubarri asumió el gobierno militar) |
| Bartolomé Díaz Barrera |         | Juan Cerezo de Salamanca      | 1633-25 de junio de 1635                                                           |
| Bartolomé Díaz Barrera | 1634    | Juan Cerezo de Salamanca      | 1633-25 de junio de 1635                                                           |
| Alonso García Romero   |         | Juan Cerezo de Salamanca      | 1633-25 de junio de 1635                                                           |
| 1635                   |         | Juan Cerezo de Salamanca      | 1633-25 de junio de 1635                                                           |
| Francisco Hernández    |         | Sebastián Hurtado de Corcuera | 25 de junio de 1635-11 de agosto de 1644                                           |
| Francisco Hernández    | 1636    | Sebastián Hurtado de Corcuera | 25 de junio de 1635-11 de agosto de 1644                                           |
| Francisco Hernández    |         | Sebastián Hurtado de Corcuera | 25 de junio de 1635-11 de agosto de 1644                                           |
| Francisco Hernández    | 1637    | Sebastián Hurtado de Corcuera | 25 de junio de 1635-11 de agosto de 1644                                           |
| Pedro Palomino         |         | Sebastián Hurtado de Corcuera | 25 de junio de 1635-11 de agosto de 1644                                           |
| 1638                   |         | Sebastián Hurtado de Corcuera | 25 de junio de 1635-11 de agosto de 1644                                           |
|                        |         | Sebastián Hurtado de Corcuera | 25 de junio de 1635-11 de agosto de 1644                                           |
| 1639                   |         | Sebastián Hurtado de Corcuera | 25 de junio de 1635-11 de agosto de 1644                                           |
| Cristóbal Márquez      |         | Sebastián Hurtado de Corcuera | 25 de junio de 1635-11 de agosto de 1644                                           |
| 1640                   |         | Sebastián Hurtado de Corcuera | 25 de junio de 1635-11 de agosto de 1644                                           |
| Gonzalo Portillo       |         | Sebastián Hurtado de Corcuera | 25 de junio de 1635-11 de agosto de 1644                                           |
| 1641                   |         | Sebastián Hurtado de Corcuera | 25 de junio de 1635-11 de agosto de 1644                                           |
|                        |         | Sebastián Hurtado de Corcuera | 25 de junio de 1635-11 de agosto de 1644                                           |
| 1642                   |         | Sebastián Hurtado de Corcuera | 25 de junio de 1635-11 de agosto de 1644                                           |
|                        |         | Sebastián Hurtado de Corcuera | 25 de junio de 1635-11 de agosto de 1644                                           |
|                        | 1643    | Sebastián Hurtado de Corcuera | 25 de junio de 1635-11 de agosto de 1644                                           |
|                        |         | Sebastián Hurtado de Corcuera | 25 de junio de 1635-11 de agosto de 1644                                           |
|                        | 1644    | Sebastián Hurtado de Corcuera | 25 de junio de 1635-11 de agosto de 1644                                           |
|                        |         | Diego Fajardo Chacón          | 11 de agosto de 1644-1 de abril de 1654                                            |

## Economía
El pueblo Basai antes de la llegada de los españoles, vendía oro, azufre y pieles a los comerciantes chinos y japoneses bajo el método de trueque, pero este no era un comercio regular dependiendo principalmente de los precios del azufre en china. Con la llegada de los españoles este comercio pasa a depender de Manila y de los dos barcos de suministros de los que dependía el asentamiento, uno en agosto y otro en mayo, para intercambiar la plata americana por las sedas chinas. Esto no era suficiente y el dominico Francisco Esquivel propone traer agricultores de China y Japón para trabajar la tierra, lo que nunca fue aprobado.
Los españoles comenzaron con la introducción del real de a ocho para el pago de indemnizaciones o por las compras de víveres. Los comerciantes chinos viendo que los nativos no eran muy hábiles en distinguir las monedas verdaderas (acuñadas) de las falsas (fundidas) comenzaron a falsificarlas.

## Propagación del catolicismo
Con los soldados enviados en las primeras misiones, se envía también a cinco dominicos. Con la llegada del padre dominico Francisco Esquivel se comienza la predicación en los pueblos de la zona. El padre Esquivel se dirigía a Japón, pero por el mal tiempo recala en Formosa, y lo que iban a ser unos meses se convierten en años, fundando varias iglesias, la Hermandad de la Misericordia, redactando sus estatutos. También redacta varios libros en las lenguas locales
- Vocabulario de la lengua de los Indios Tanchui en la Isla Hermosa[31]
- Doctrina cristiana en la lengua de los Indios Tanchui en la Isla Hermosa

Originalmente, el ámbito misionero de los españoles se limitaba a las tribus fuera del puerto de La Santísima Trinidad (actualmente Keelung) y el castillo de Danshui. Después de que los españoles expandieron su poder, los misioneros comenzaron a trasladarse a los tramos medio y superior del río Tamsui y a Yilan, incluso sin la compañía de soldados, podían bautizar con seguridad a las tribus aborígenes.

## Relación actual con la antigua colonia
El Reino de España a día de hoy no reconoce a Taiwán-República de China como una nación estado, de acuerdo con la política de Una sola China, y no mantiene una delegación diplomática en la isla. Sí existe una delegación económico-cultural, con una sección consular para atender las necesidades de los españoles en la Isla.